# Paleis van de koningen van Majorca
Het Paleis van de koningen van Majorca (Catalaans: Palau dels Reis de Mallorca, Frans: Palais des Rois de Majorque) is een voormalig koninklijk paleis van het koninkrijk Majorca in de Franse stad Perpignan.

## Geschiedenis
Toen Jacobus II van Majorca in 1276 koning werd, maakte hij Perpinyà tot de hoofdstad van zijn rijk. Hij begon met de bouw van het kasteel met tuinen in het zuiden van de stad op de heuvel de Puig del Rey. In 1309 werd het kasteel voltooid. Veertig jaar later werd het koninkrijk weer ingelijfd bij het koninkrijk Aragon en zo ook later bij Spanje.
In 1415 werd het paleis door Sigismund van het Heilige Roomse Rijk gebruikt voor een Europese top om een einde te maken aan het Westers Schisma. Een kleine eeuw later werd een gedeelte van de noordelijke vleugel van paleis verwoest tijdens een belegering. Toen de Frans-Spaanse Oorlog in 1659 werd beëindigd met het Verdrag van de Pyreneeën, werd Perpignan Frans grondgebied. Meteen werd er toen begonnen aan de bouw van de huidige defensieve kenmerken van het kasteel.

## Cultuur
Jaarlijks wordt er in het paleis het driedaags durende evenement de Guitares au Palais gehouden.